# Tientos (flamenco)
Los tientos son un palo del flamenco, estilo musical de cante y baile andaluz. Los tientos son un palo binario del grupo de los tangos. Existe un tipo de composición en música clásica que suele denominarse tiento (en singular) y nada tiene que ver con la definición anterior.
Métricamente, la copla de los tientos consiste en tres o cuatro versos octosílabos seguidos por un estribillo. Procede del tango flamenco, aunque su ritmo es más lento, por lo que primitivamente se le llamaba tango tiento. Tradicionalmente se ha considerado al cantaor El Marrurro como uno de los creadores de este estilo. Enrique el Mellizo le dio la forma moderna por la que lo conocemos hoy en día. Otros cantaores famosos que interpretaron este estilo fueron Antonio Chacón y Pastora Pavón.

## Letras de tientos flamencos
Te voy a meter en un convento
                      que tenga rejas de bronce,
                      pa que tú pases fatigas
                      y de mi cuerpo no goces.
                      ¿Qué pájaro será aquel
                      que canta en la verde oliva?
                      Corre y dile que se calle
                      que su canto me lastima.